# 一滴水記念館

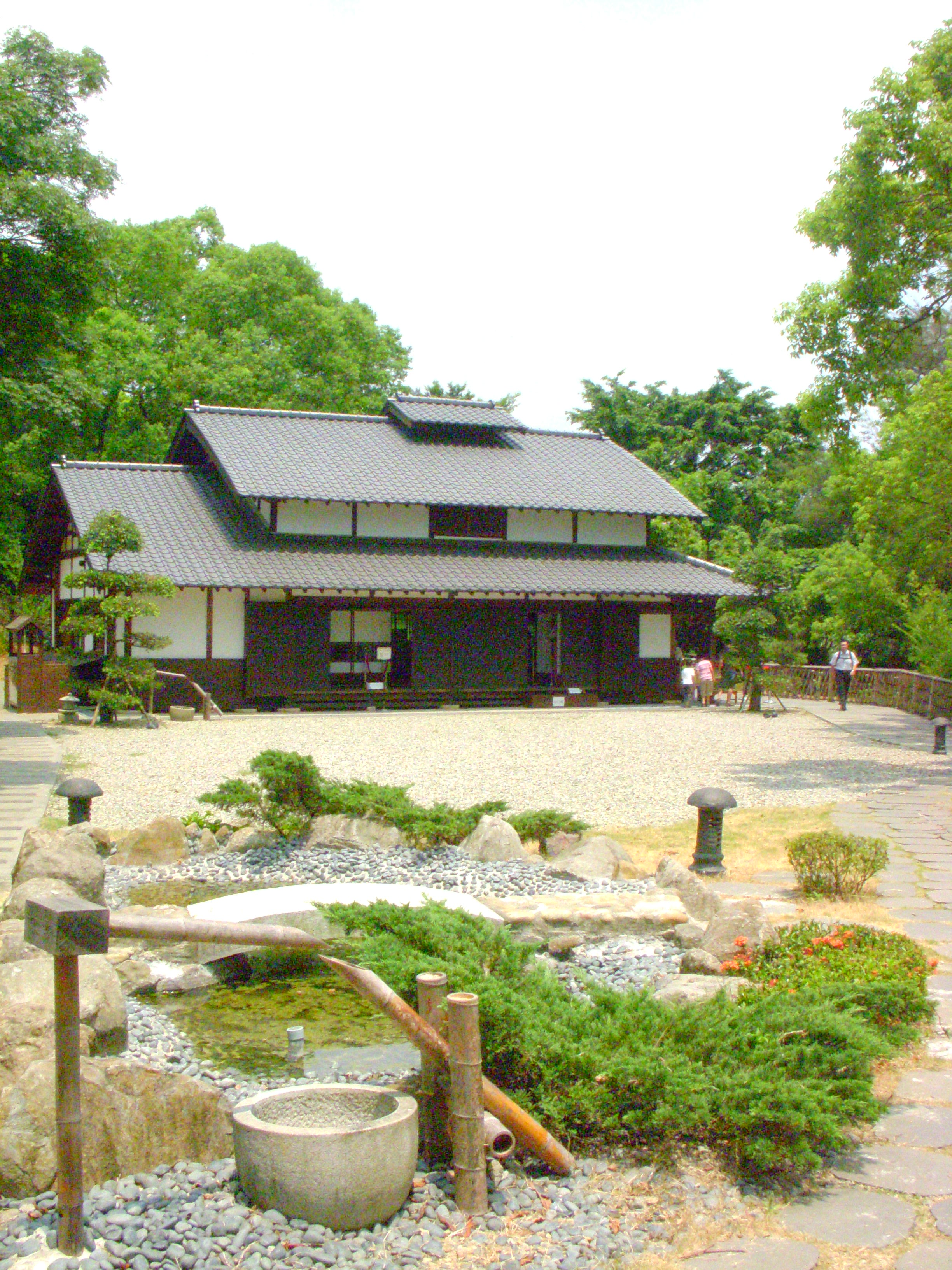
一滴水記念館

一滴水記念館（いってきすいきねんかん）は、作家水上勉の父水上覚治が建てた日本の古民家を移築した施設。

## 所在地
- 新北市淡水区中正路1段6巷30号 和平公園内[1]